# Luigi Maria Grignion de Montfort
(Dal Trattato della vera devozione alla Santa Vergine, 266)
Luigi Maria Grignion de Montfort (in francese Louis-Marie Grignion de Montfort; Montfort-la-Cane, 31 gennaio 1673 – Saint-Laurent-sur-Sèvre, 28 aprile 1716) è stato un presbitero francese, fondatore della Compagnia di Maria e delle Figlie della Sapienza.
Nominato missionario apostolico da papa Clemente XI, esercitò il suo ministero nelle regioni nord-occidentali della Francia: nel Poitou (soprattutto in Vandea) e in Bretagna. Trascorse i primi anni di sacerdozio occupandosi degli ospedali e dei poveri, mentre dopo l'incontro con il suddetto pontefice si dedicò quasi esclusivamente alla predicazione delle missioni. L'attività missionaria lo rese molto popolare e amato dagli abitanti di quelle regioni, nelle quali, con il suo apostolato, diffuse ulteriormente il cattolicesimo ricevendo però aspre critiche dagli eretici protestanti e dai giansenisti, con i quali si scontrò frequentemente.
Fu autore di diversi testi nei quali ebbe modo di presentare la sua dottrina spirituale che predicava nelle missioni. La sua opera principale è il Trattato della vera devozione alla Santa Vergine nel quale espose la sua dottrina mariana: egli infatti è considerato uno dei maggiori promotori del culto mariano, nella forma che era solito chiamare "la vera devozione", e del Rosario.
Beatificato da papa Leone XIII nel 1888, fu canonizzato da papa Pio XII nel 1947. Nel 2000, sotto il pontificato di papa Giovanni Paolo II, fu aperta la causa, tuttora in corso, per proclamarlo dottore della Chiesa.

## Biografia

### L'infanzia
Nacque il 31 gennaio 1673 a Montfort-la-Cane (oggi Montfort-sur-Meu), vicino a Rennes, in Bretagna, da Jean-Baptiste Grignion, un avvocato che lavorava nel tribunale di Montfort, e Jeanne Robert. I due ebbero diciotto figli, dei quali sette morirono a pochi mesi dalla nascita. Luigi Maria era il secondogenito e divenne il figlio maggiore dopo la morte, all'età di quattro mesi, del primogenito che era nato nel febbraio 1672. Il piccolo Luigi Maria venne battezzato il giorno successivo alla sua nascita, il 1º febbraio. Non è certo se entrambi i suoi nomi, Luigi e Maria, gli furono imposti al momento del battesimo; alcuni testimoni suggeriscono che egli abbia aggiunto il secondo nome solo dopo la Cresima.
Qualche settimana dopo la nascita, venne mandato nella casa rurale di proprietà paterna chiamata La Bachellaraye, dove fu affidato a mère Andrée, una contadina del luogo che gli fece da nutrice. Nell'estate del 1675, il padre acquistò il maniero di Bois-Marquer, una vecchia residenza signorile medioevale a Iffendic, vicino Montfort, e Luigi Maria tornò a vivere con la propria famiglia.
Nel 1684, all'età di 11 anni, si iscrisse alla scuola del collegio gesuita "Saint-Thomas" di Rennes; nel 1690 completò gli studi classici-umanistici; poi studiò per due anni filosofia; nel 1692, infine, iniziò a studiare teologia.
Lo zio sacerdote Alain Robert, che ne seguiva l'istruzione dal 1684, terminata la prima fase di studi, disse del nipote:

### Gli studi in seminario e l'ordinazione sacerdotale

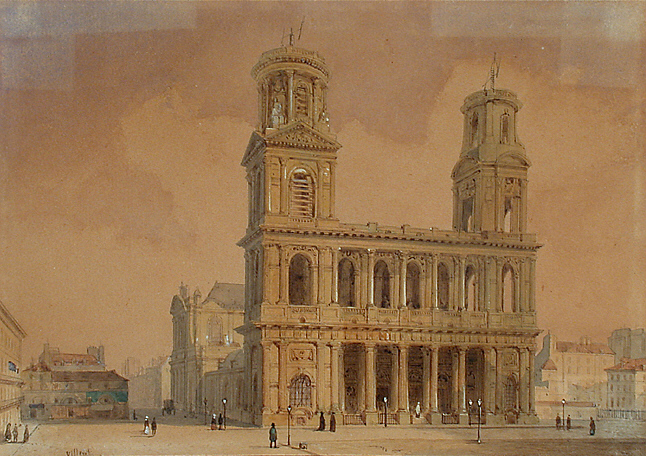
La chiesa di Saint-Sulpice

Lasciò il collegio Saint-Thomas il 2 novembre 1692, per dirigersi a Parigi, dove frequentò il seminario della chiesa di Saint-Sulpice, che si appoggiava all'Università della Sorbona per l'insegnamento della teologia.
Volle percorrere i quasi 400 km tra Rennes e Parigi a piedi, rifiutando il cavallo offertogli dal padre; inoltre, lungo il percorso, diede tutto ciò che aveva ai mendicanti che incontrava, tanto che, arrivato a Parigi, non possedeva nemmeno il denaro necessario per pagarsi la retta del seminario, e nemmeno quella, più moderata, del "piccolo seminario" a cui si iscrivevano gli studenti meno facoltosi.
Luigi Maria dovette quindi studiare per tre anni in piccole comunità per seminaristi poveri, legate sempre al seminario dei sulpiziani e alla Sorbona, ma ancora più economiche. A pagare la sua retta inizialmente fu una ricca nobildonna parigina, amica di famiglia, una certa madamoiselle de Montigny. Ella, venuta a sapere che i Grignion avevano parecchi problemi economici e molti figli da accudire, volle aiutarli finanziando gli studi di Luigi Maria e prendendosi carico di una delle sue sorelle, Guyonne-Jeanne. Nell'inverno del 1693, però, la nobildonna smise di pagare la retta di Luigi Maria, che, per poter continuare gli studi, si prese l'incarico, insieme ad altri tre suoi confratelli, di vegliare il cimitero della chiesa di Saint-Sulpice.

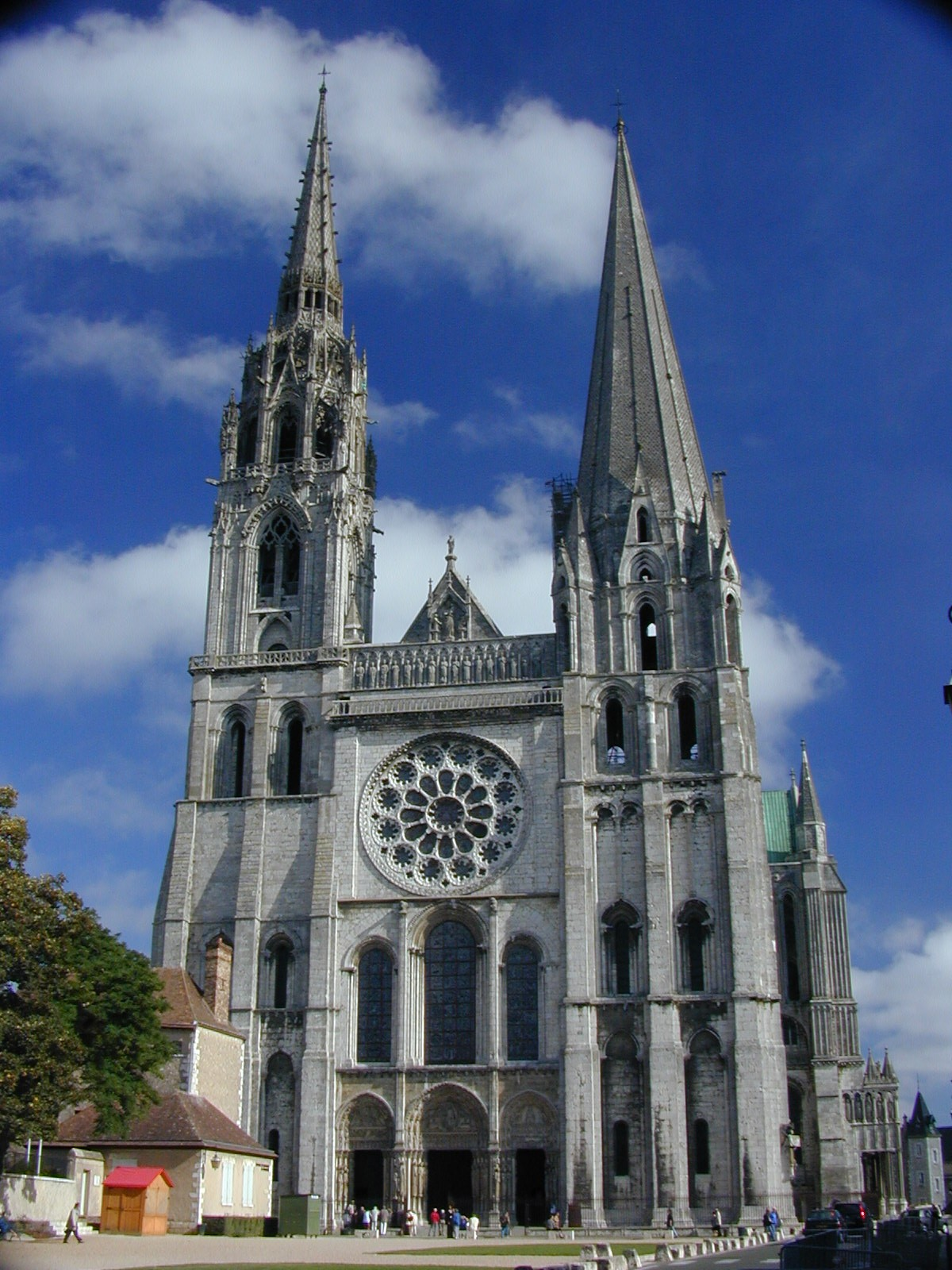
La cattedrale di Chartres

Nel 1695 fu finalmente ammesso al "piccolo seminario", dove ebbe come direttore spirituale padre François Leschassier. Questi, accortosi ben presto della già buona preparazione di Luigi Maria, gli fece frequentare solamente le lezioni riassuntive serali. Luigi venne nominato bibliotecario del seminario, cosa che gli permise di leggere moltissimo, come dirà lui stesso nel Trattato della vera devozione alla Santa Vergine: «Ho letto quasi tutti i libri che parlano della devozione alla Santa Vergine».
Nel 1699, per i suoi meriti scolastici, venne scelto, insieme ad un altro seminarista, per rappresentare il seminario di Saint-Sulpice all'annuale pellegrinaggio alla cattedrale di Chartres, dove si venerava la Vergine fin dai primi secoli del cristianesimo in Francia.
Il 5 giugno 1700, giorno di Pentecoste e anno del Giubileo, venne ordinato sacerdote. Luigi avrebbe voluto svolgere il suo ministero in Canada come missionario, su proposta del vescovo di Québec, ma padre Leschassier, diventato superiore generale dei sulpiziani nello stesso anno, lo impedì, preferendo che rimanesse in seminario per occuparsi della formazione dei candidati al presbiterato.
Luigi Maria rifiutò l'incarico: venne dunque inviato a Nantes, nella Loira Atlantica, presso la comunità di Saint-Clément, una comunità di sacerdoti che predicava le missioni. Entro pochi mesi si manifestò la sua delusione per l'esperienza a Saint-Clément: la considerava solo un'occasione di vita comunitaria, che non gli dava la possibilità di praticare nessun'attività pastorale.

### L'apostolato a Poitiers
Sempre nel 1700 morì a Parigi la madamoiselle de Montigny, e la marchesa di Montespan, sua amica, si prese in carico tre sorelle di Luigi Maria, Guyonne-Marie, Sylvie e Françoise-Marguerite che insieme alla marchesa si ritirarono nell'abbazia di Fontevrault, dove la sorella della nobildonna era badessa. Nell'aprile 1701, in occasione della vestizione di sua sorella Sylvie, Luigi Maria incontrò nuovamente la marchesa per la prima volta dopo l'ordinazione presbiterale e le raccontò della sua esperienza poco soddisfacente nella comunità di Nantes. La marchesa gli suggerì allora di andare a Poitiers per esporre i suoi progetti al vescovo Antoine Girard, che era stato precettore dei figli della marchesa.
A Poitiers Luigi Maria non riuscì ad incontrare il vescovo, che era assente, così nell'attesa visitò l'ospedale della città, che era anche un ospizio per anziani e senza tetto. Da diverso tempo l'ospedale non aveva avuto cappellani, così decise di ricoprire quest'incarico fino a quando il vescovo non fosse rientrato in città. Dopo quasi un mese dovette tornare a Nantes per concludere il suo servizio a Saint-Clément, ma il 25 agosto 1701 venne richiamato da mons. Girard a Poiters che in una lettera gli scrisse: «I nostri poveri continuano a desiderare il tuo arrivo [...]». A novembre Luigi Maria tornò a Poiters e il vescovo lo nominò ufficialmente cappellano dell'ospedale. In una sala dell'ospedale che chiamò La Sapienza riuniva una dozzina di ricoverati con maggiore vocazione religiosa con lo scopo di formare una comunità di preghiera.

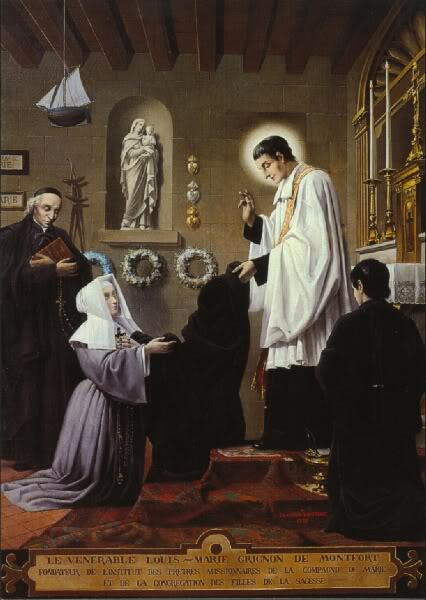
San Luigi Maria con Marie-Louise Trichet, con cui fondò la congregazione delle Figlie della Sapienza

A Poitiers conobbe Marie-Louise Trichet, una diciassettenne di buona famiglia che andò a confessarsi da lui e che lo scelse come guida spirituale. Nell'estate del 1702 Marie-Louise divenne conversa delle Canonichesse di Sant'Agostino, ma la madre, non condividendo la decisione della figlia, la richiamò a casa prima che questa prendesse i voti. Marie-Louise si rivolse quindi a Luigi Maria che, con l'aiuto del vescovo, le diede un posto di governante presso l'ospedale. Marie-Louise non aveva però abbandonato il desiderio di diventare suora, così Luigi Maria la fece entrare nella comunità de La Sapienza e la vestì dell'abito della sua comunità, facendola diventare la prima Figlia della Sapienza.
Alcuni dirigenti dell'ospedale cominciarono ad opporsi all'operato di Luigi Maria che dopo diversi conflitti dovette lasciare Poitiers nella primavera del 1703. Tornò quindi a Parigi e, forte dell'esperienza di Poitiers, volle occuparsi dei malati dell'ospedale generale Salpêtrière. Anche questa volta non fu gradito all'amministrazione e venne allontanato. Decise allora di fare visita ai suoi vecchi professori e ai suoi confratelli, ma al seminario erano giunte notizie negative sul suo conto e non ebbe una buona accoglienza: veniva considerato un prete "singolare ed eccentrico". Deluso dalla pessima ospitalità che ricevette a Parigi, si recò dagli eremiti di Mont-Valérien, per dedicarsi esclusivamente alla preghiera. A Mont-Valérien viveva una comunità di laici che faceva vita eremitica, assistita da qualche sacerdote inviato dall'arcivescovo di Parigi per amministrare i sacramenti. L'arcivescovo accettò la richiesta di Luigi Maria di diventare il sacerdote della comunità: qui poté esercitare il suo ministero, dimenticando le vicende passate e adattandosi allo stile di vita degli eremiti.
L'esperienza eremitica durò circa un anno; nel marzo 1704, infatti, padre Leschassier ricevette una lettera dall'ospedale di Poitiers che diceva:

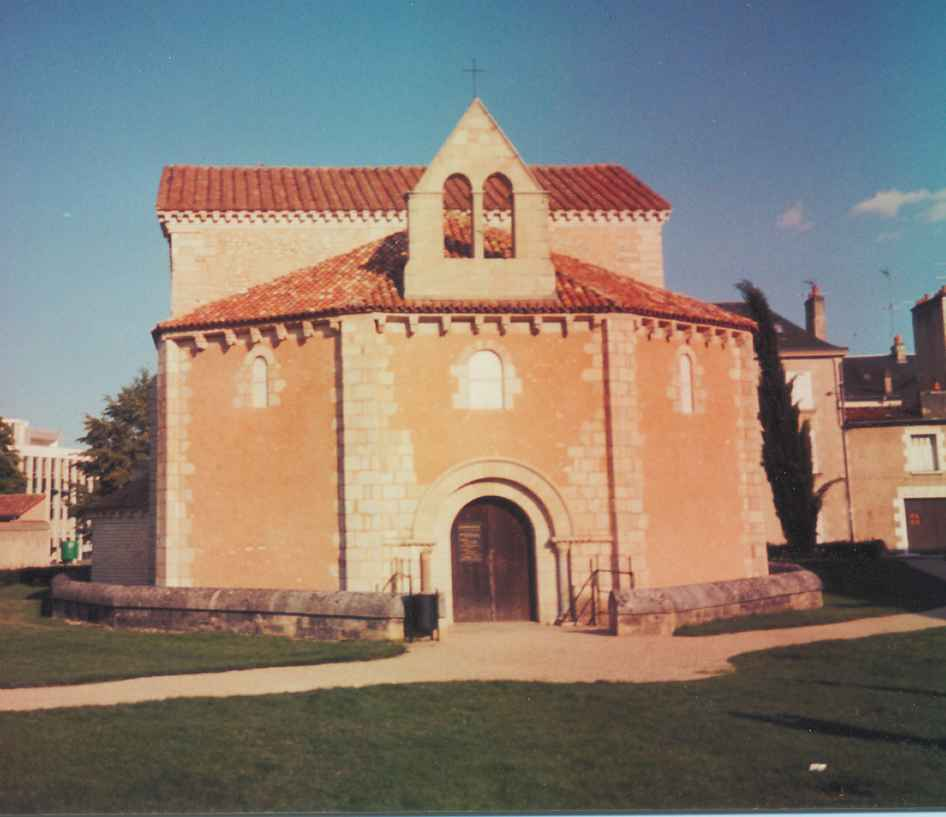
Il battistero di San Giovanni

Luigi Maria fece nuovamente ritorno all'ospedale di Poitiers come direttore generale, e, avvalendosi della nuova carica, poté riprendere la sua opera di riforma: rese l'ospedale più ordinato e pulito, fece restaurare la chiesa e ingrandì la sua comunità. Dopo circa quindici mesi, però, ripresero le ostilità con gli amministratori locali e, su suggerimento di mons. Jean-Claude de La Poype de Vertrieu, nuovo vescovo di Poitiers, si dimise lasciando l'ospedale in mano a suor Marie-Louise.
Il vescovo di Poitiers gli propose, quindi, di iniziare a predicare le missioni in città e nella sua diocesi e Luigi Maria accettò subito l'incarico, dato che questo era il suo sogno sin da quando era stato ordinato sacerdote. Preparò un programma da seguire durante la missione e lo sottopose all'approvazione del vescovo; tale programma prevedeva: missioni nelle parrocchie, catechesi per ragazzi e adulti, ritiri spirituali, costruzione e restauro di chiese e cappelle. Dopo il lavoro svolto alla chiesa dell'ospedale, uno dei restauri più importanti fu quello del battistero di San Giovanni, vicino alla cattedrale di Poitiers.
Nell'inverno 1705 incontrò un giovane laico, Mathurin Rangeard, il quale era in procinto di diventare cappuccino. Rangeard volle seguire Luigi Maria nelle sue missioni e gli rimarrà al suo fianco fino alla sua morte. Intanto alle ostilità che Luigi Maria continuava ad avere con gli amministratori locali si aggiunsero i contrasti con il vicario generale della diocesi di Poitiers, che durante un'assenza del vescovo, interruppe Luigi Maria durante la messa e lo rimproverò pubblicamente: il vescovo al suo ritorno non poté che consigliargli di lasciare nuovamente la diocesi.

### L'incontro con Clemente XI

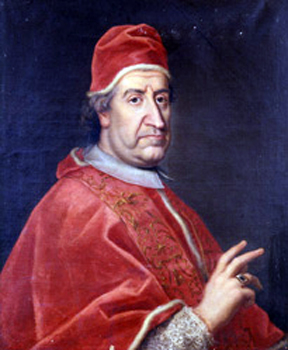
Papa Clemente XI

Come sempre Luigi Maria obbedì, ma, dopo essersi consultato con il suo confessore, decise di andare a Roma per chiedere consiglio al papa, con lo scopo di farsi assegnare una missione fuori dalla Francia.
Partì a piedi da Poitiers nel marzo 1706, e si sa che arrivò a Roma due mesi dopo, a fine maggio, perché il suo nome compare nei registri della casa d'accoglienza per religiosi annessa alla chiesa di San Luigi dei Francesi, che lo ospitò dal 20 al 26 maggio. Riuscì a incontrare papa Clemente XI agli inizi di giugno: dopo che Luigi Maria gli espose la sua situazione, Clemente XI gli consigliò di rimanere ad operare in Francia.
(Papa Clemente XI a Luigi Maria Grignion de Montfort)
Il papa lo nominò quindi missionario apostolico e gli regalò un crocifisso che Luigi Maria porterà sempre con sé fino al giorno della sua morte. Finito l'incontro con il pontefice, si rimise in viaggio e fece ritorno a Poitiers il 25 agosto; entrato in città incontrò per primo il fedele Mathurin Rangeard e poi andò a colloquio con il vescovo, il quale, però gli disse di lasciare la città il giorno dopo. Partì per Angers, dove il rettore del seminario della città gli suggerì di predicare una missione nella sua regione d'origine, la Bretagna.

### In Bretagna con Leuduger

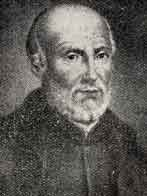
Julien Maunoir

Nel viaggio verso la Bretagna, accompagnato da Mathurin Rangeard, si fermò qualche giorno all'abbazia di Fontevrault dove, dopo cinque anni, rivide la sorella Sylvie. Fece poi un pellegrinaggio al Mont Saint-Michel dove visitò il santuario di San Michele al quale era particolarmente devoto e arrivò a Rennes in ottobre.
Agli inizi del 1707 si unì ad un gruppo di missionari guidati da Jean Leuduger con i quali lavorò per parecchio tempo nelle diocesi di Saint-Brieuc e Saint-Malo. Svolgendo il suo ministero, Leuduger utilizzava il "metodo bretone" di Julien Maunoir, metodo che piacque subito a Luigi Maria, poiché prevedeva una partecipazione di massa sia del clero sia dei parrocchiani (che venivano coinvolti con cerimonie pubbliche e processioni), senza tuttavia pretendere di sostituire la pastorale parrocchiale ordinaria.
Con le missioni di Leuduger nella diocesi di Saint-Malo, riuscì anche a tornare a Montfort dopo diciassette anni di assenza: venne accolto con gioia da parenti e compaesani. Nel luglio iniziò una missione, estesa, oltre a Montfort-la-Cane, anche a Bécherel e Saint-Suliac.
La sua permanenza con i missionari di Leuduger, però, non gli fece perdere di vista il suo programma. Passando per La Chèze vide in rovina la cappella di Notre Dame de Pieté e decise di ricostruirla coinvolgendo gente del mestiere dei vari comuni vicini; il giorno dell'inaugurazione celebrò una messa alla quale parteciparono una trentina di parrocchie.
I missionari non mancarono di sottolineare l'"eccentricità" di Luigi Maria, i cui metodi, non condivisi dagli altri missionari, porteranno Leuduger ad allontanarlo. Alla fine di una predica sulla preghiera per i morti che aveva commosso particolarmente i fedeli, Luigi Maria pensò di chiedere l'elemosina da utilizzare per le celebrazioni funebri. Chiedere del denaro andava però contro il regolamento dei missionari, che ne approfittarono per allontanarlo.
Questo secondo rifiuto lo scoraggiò più di quello di Poitiers; decise così di andare in ritiro insieme al fedele Mathurin Rangeard e a Jean, un altro laico che scelse di seguirlo, a Saint-Lazare vicino a Montfort. Su un terreno di proprietà paterna c'erano i resti di un vecchio lazzaretto costruito nel medioevo dai Cavalieri di San Lazzaro. I tre iniziarono subito a renderlo abitabile, ristrutturando la cappella nella quale Luigi Maria costruì personalmente il crocifisso, una statua della Madonna della Sapienza e una colomba a simboleggiare lo Spirito Santo, e fecero vita eremitica. Tuttavia la vita solitaria durò solo poche settimane, perché, appena si seppe della presenza dei tre a Saint-Lazare, la gente iniziò a far loro visita per portare del cibo. L'eremo poi divenne una sorta di parrocchia perché i fedeli venivano ad assistere alle messe, alla recita del Rosario e alle lezioni di catechismo. Questo diede fastidio ai parroci vicini e nell'inverno 1708 Luigi Maria lasciò Saint-Lazare su ordine del vescovo del luogo.

### Il "grande Calvario" di Pontchâteau
Si diresse quindi a Nantes su invito del vicario generale Jean Barrin, suo amico. Iniziò a predicare una missione a Pontchâteau a 30 km da Nantes insieme al sacerdote Gabriel Olivier. Disse alla gente che voleva costruire un "grande Calvario", un luogo di pellegrinaggio con cappelle e statue che ricordasse la collina sulla quale morì Gesù. Luigi Maria trovò una piana di forma quasi circolare, che chiamò "landa della Maddalena" sulla quale pensava di erigere questa collinetta artificiale larga 330 metri con un fossato attorno. Chiesti i permessi ai proprietari, diede inizio ai lavori nell'estate 1709. Questo progetto ottenne subito un grande successo, anche perché ebbe il sostegno della diocesi. Olivier stesso lo testimonierà:
Mathurin Rangeard dirigeva i lavori mentre Luigi Maria e Gabriel Olivier andavano a predicare missioni invitando la gente a partecipare al loro progetto. Nella primavera del 1710, durante la missione di Assérac, Olivier fece un altro bilancio della situazione:
A settembre sulla collinetta furono poste le tre croci con il Cristo e i due ladroni, le statue di Maria, di San Giovanni e di Maria Maddalena; su un fianco furono poi erette delle piccole cappelle e altre statue raffiguranti altri momenti della Passione e infine venne piantato un boschetto a forma di corona del Rosario.
Dopo quindici mesi di lavoro, il colle era ormai terminato e si pensò di inaugurarlo il 14 settembre 1710 per la festa dell'Esaltazione della Santa Croce. Alla vigilia però arrivò l'ordine del vescovo di non inaugurarlo, perché da Versailles era addirittura arrivato l'ordine di raderlo al suolo. La corte infatti pensò che la posizione troppo vicina alla costa, le trincee e la posizione sopraelevata, sarebbero potute essere sfruttate dagli inglesi per invadere la Francia.
Luigi Maria, dopo aver passato la notte del 14 settembre con il vescovo per capire le ragioni di questa sua decisione, tornò il giorno successivo al calvario che non poteva essere inaugurato; questo non impedì i festeggiamenti che si fecero ugualmente. Due settimane dopo il comandante della milizia di Pontchâteau ricevette l'ordine di distruggere il calvario e radunò 500 uomini che inizialmente si rifiutarono. Poi, essendo costretti, non poterono disobbedire agli ordini e lo demolirono il più lentamente possibile, come dirà nel suo rapporto lo stesso comandante: «Sembra che quegli uomini avessero avuto braccia di ferro per edificarlo e braccia di lana per demolirlo». Dopo questi mesi di attività frenetica, Luigi Maria decise di prendersi un po' di riposo facendo qualche giorno di ritiro spirituale dai gesuiti di Nantes.
Luigi Maria rimase in città diversi mesi, che trascorse predicando nelle parrocchie, formando gruppi di preghiera per la recita del Rosario, ma soprattutto in un piccolo ospedale per incurabili, il Cour Cathuit, dove trovò due ragazze che lo aiutarono: Elisabeth e Marie Dauvaise. Frequentò anche una parrocchia nel quartiere Saint-Similien, vicino al Cour Cathuit, dove collaborò con il gruppo di preghiera degli "Amici della Croce", al quale darà un forte sostegno e per il quale scrisse la "Lettera agli Amici della Croce".

### Missionario in Vandea
La vicenda del Calvario lo fece diventare ancora più popolare e venne invitato dai vescovi di Luçon e La Rochelle nelle loro diocesi.
Così dopo 150 km di marcia arrivò in Vandea agli inizi del 1711. Iniziò subito una missione a Sallertaine, nella diocesi di Luçon, che concluderà costruendo un Calvario. Questa volta però non fece le cose in grande coinvolgendo molti, ma si fece aiutare dai soli parrocchiani della zona per costruire qualche piccola cappella e qualche statua da porre su una collinetta naturale. Il progetto, che durò appena un mese e che riuscì ad inaugurare, fu poi, per gli stessi motivi del precedente, distrutto dalle autorità militari; questo fatto lo costrinse ad abbandonare la diocesi.
Nel maggio del 1711 arrivò a La Rochelle su invito del vescovo Étienne de Champflour, che gli affidò una parrocchia a Lhoumeau, un piccolo paesino costiero vicino a La Rochelle. Negli ultimi cinque anni di vita organizzerà moltissime missioni in particolare nelle province di Aunis e del Poitou, arrivando anche nel capoluogo della Vandea, Fontenay-le-Comte, inoltre predicò una missione a Parigi nel 1713, a Rouen nel 1714 e una anche a Saint-Lô mentre tornava da Rouen.
Le frequenti missioni in Vandea lo videro presente sia nella parte settentrionale, dove c'era una maggiore presenza di monasteri, chiese, confraternite e un maggior numero di sacerdoti e di vocazioni in generale, sia in quella meridionale che nonostante fosse più ricca era meno devota: in alcune zone si era diffuso il protestantesimo, anche se nell'intera regione la percentuale di protestanti restava particolarmente bassa.
Grazie alle esperienze missionarie passate, in Vandea, aveva acquisito un suo personale metodo di missione: anzitutto invitava la gente a seguire le sue predicazioni, che preparavano alla confessione individuale, sacramento al quale ci si doveva accostare frequentemente durante la missione, e alla partecipazione all'eucaristia; le prediche erano poi seguite da cantici scritti da lui stesso (secondo il metodo di Maunoir) che i fedeli imparavano; si svolgevano celebrazioni pubbliche e processioni; si restauravano chiese e cappelle; infine alla Messa conclusiva, Luigi Maria faceva rinnovare le promesse battesimali, come gli aveva consigliato Clemente XI, proponendo un "contratto di alleanza con Dio", che era una forma di consacrazione a Cristo per mezzo di Maria che si firmava davanti all'altare; raccomandava la recita del Rosario anche dopo la fine della missione; e infine faceva piantare una croce o faceva costruire un piccolo calvario in un luogo ben visibile come ricordo della missione.
Anche in Vandea non si fece mancare gesti eclatanti. A Roussay interruppe la predica per entrare nella taverna vicina, e, dopo aver rovesciato tutti i tavoli, costrinse i clienti a seguirlo in chiesa. A La Rochelle entrò nella casa di tolleranza per farne uscire clienti e prostitute. Spesso si scontrava pubblicamente con borghesi e nobili protestanti, cosa che la maggior parte dei missionari solitamente evitava, e in alcuni casi queste discussioni portarono alla conversione dei protestanti. La nobile madame de Mailly fu convertita al cattolicesimo dopo poco tempo. Bénigne Pagès, una nobildonna protestante che insieme con altre signore e i rispettivi mariti avevano interrotto una predica del missionario bretone con lo scopo di deriderlo e intimidirlo, scoppiò in lacrime ad una risposta di Luigi Maria e dopo qualche tempo entrò nelle clarisse.
Nel settembre del 1712 si incominciò ad ammalare. Dovette subire una dolorosa operazione alle vie urinarie presso l'ospedale Aufrédy di La Rochelle, ma nonostante l'intervento fosse riuscito e non fosse ancora anziano, sentiva che non avrebbe vissuto a lungo. Nei due anni seguenti subì diversi attentati: a L'Île-d'Yeu rischiò di essere catturato dai pirati; in una stradina di La Rochelle si trovò faccia a faccia con un assassino, dal quale però riuscì a scappare; durante una missione gli misero del veleno nel suo brodo, ma riuscì a sopravvivere grazie ad un antidoto. Secondo lui i mandanti di questi tentati assassinii erano i protestanti. Jean-Bapiste Blain, suo amico e confratello del seminario, lo rivide nel 1714 e nella sua biografia dirà:
Rendendosi conto che la sua vita non sarebbe durata ancora a lungo, pensò di dedicarsi al progetto che gli stava più a cuore, come scrisse in una lettera che inviò a padre Leschassier nel dicembre 1700:
Per questo motivo tornò al seminario di Saint-Sulpice a Parigi, nella speranza di trovare giovani sacerdoti che volessero unirsi a lui per la creazione di quella che chiamerà "Compagnia di Maria". Al seminario distribuì il regolamento della compagnia scritto nel 1713, a cui poi darà il nome di "Regola dei sacerdoti Missionari della Compagnia di Maria". Il regolamento prevedeva di fare voto di povertà e obbedienza e la "preghiera infuocata", una preghiera, che scrisse probabilmente in quegli stessi mesi, che descrive il genere di sacerdoti che cercava.
Tornato a La Rochelle per continuare le sue missioni, nell'aprile 1714 terminò la missione di Taugon-La-Ronde e scrisse a Marie-Louise Trichet; le chiese di raggiungerlo per potersi occupare della fondazione del ramo femminile della Compagnia di Maria, partendo dalle Figlie della Sapienza, che sotto la guida di Marie-Louise erano diventate un'importante realtà a Poitiers, tanto che già dal 1708 reggevano l'ospedale generale, di cui Marie-Louise divenne la direttrice generale nel 1712.
A giugno partì per Rouen per chiedere all'amico Jean-Baptiste Blain di unirsi a lui. Tuttavia Luigi Maria sapeva già che Blain, diventato canonico, probabilmente non avrebbe lasciato il suo posto per seguirlo nella sua neonata compagnia di poveri sacerdoti, ma volle ugualmente fare questo tentativo, che però, come aveva previsto, fallì. Blain, per seguire Luigi Maria avrebbe dovuto cambiare vita, perché da canonico conduceva nella capitale della Normandia una vita abbastanza agiata e ricopriva un ruolo di prestigio, mentre con Luigi Maria avrebbe dovuto rinunciare a tutto, vivere in povertà e fare vita missionaria.
Nella primavera del 1715 fece ritorno in Vandea, dove rivide Marie-Louise, che aveva fondato una scuola. I due scrissero quindi la "Regola primitiva della Sapienza" che ottenne l'approvazione di mons. de Champflour il 1º agosto 1715 e una settimana dopo pronunciarono i loro voti Marie-Louise e Catherine Brunet, la prima ragazza che si unì a Marie-Louise dopo che Luigi Maria venne cacciato da Poitiers. Questa "regola" era diversa da quella della Compagnia di Maria: Luigi Maria, infatti, diede maggiore spazio a Marie-Louise che non trattava più come una discepola alla quale impartire ordini, come faceva a Poitiers, ma al contrario le affidò completamente le Figlie della Sapienza, lasciando che fosse lei a prendere decisione sul loro futuro. Volle che Marie-Louise fosse la cofondatrice dell'istituto: anche per questo motivo la "regola" risultava quasi priva della spiritualità di Luigi Maria e sembrava una semplice costituzione che fissava delle regole pratiche piuttosto che una regola di vita spirituale vera e propria.
Nei mesi successivi fino alla primavera del 1716 si trasferì a Vouvant; fece quindi una missione a Fontenay-le-Comte, una a Mervent, dove a fine missione visse da eremita in una grotta per qualche mese, e a Saint-Pompain dove organizzò un gruppo di persone, i "Penitenti bianchi di Saint-Pompain", che andassero in pellegrinaggio a Saumur al santuario della Santa Vergine per «ottenere da Dio buoni missionari».
Infine il 1º aprile 1716 iniziò la sua ultima missione a Saint-Laurent-sur-Sèvre. Per la prima volta il vescovo della diocesi comunicò che gli avrebbe fatto visita il 22 aprile e per l'occasione Luigi Maria volle organizzare una grande accoglienza, ma già debole nel fisico per gli sforzi compiuti in quei giorni e quasi al termine della missione si ammalò di polmonite. Morì la sera del 28 aprile 1716. Fu sepolto a Saint-Laurent-sur-Sèvre nella basilica che oggi porta il suo nome.

## Culto
Il "Padre di Montfort" era morto in fama di santità e la gente iniziò ad andare in pellegrinaggio alla sua tomba a Saint-Laurent-sur-Sèvre, che fu soprannominata per questo motivo "la città santa della Vandea". Gli furono attribuiti miracoli di guarigione, i devoti lo pregavano per ottenere grazie, ma soprattutto continuavano a partecipare alle missioni dettate con frequenza dai pochi missionari della Compagnia di Maria, secondo il metodo del loro fondatore. A differenza del ramo maschile, le Figlie della Sapienza ebbero subito un grande sviluppo e venivano richieste dagli ospedali e dalle scuole.
I provvedimenti repressivi nei confronti di istituti e ordini religiosi attuati durante la Rivoluzione francese, coinvolsero anche i monfortani, inoltre nella zona dove operavano, la Francia nordoccidentale, scoppiarono le guerre di Vandea, che Pio XII attribuiva all'apostolato di san Luigi Maria: «La Vandea del 1793 era opera delle sue mani», che misero in ginocchio l'intera regione per più di 20 anni. I monfortani dovettero quindi aspettare il ritorno della monarchia e solo verso il 1820 i due istituti riuscirono a riorganizzarsi.
Per introdurre la causa di beatificazione si andarono a riprendere tutti gli scritti che Luigi Maria aveva tenuto per sé, cominciando dal Trattato della vera devozione alla Santa Vergine che verrà pubblicato per la prima volta nel 1842. La causa intanto andava avanti e dopo la fase diocesana in Francia, che lo fece diventare servo di Dio, giunse a Roma dove papa Gregorio XVI lo proclamò venerabile il 7 settembre 1838.
Venne poi beatificato il 22 gennaio 1888 da papa Leone XIII, che apprezzò particolarmente la sua dottrina spirituale. Dopo la beatificazione la dottrina di Luigi Maria divenne oggetto di studio e di ispirazione per la Chiesa e soprattutto per le molte congregazioni missionarie che nacquero tra la fine dell'Ottocento e gli inizi del Novecento. Ad esempio, papa Pio X il 27 dicembre 1908 scrisse una dedica su una copia del Trattato di vera devozione con la quale concesse la benedizione apostolica ai lettori: «Raccomandiamo vivamente il Trattato di vera devozione a Maria, scritto in modo così meraviglioso dal Beato di Montfort, e di grande cuore accordiamo la Benedizione Apostolica a tutti quelli che leggeranno questo Trattato».
Fu canonizzato il 20 luglio 1947 da papa Pio XII, divenuto molto devoto a san Luigi Maria tanto che volle un reliquiario nella sua cappella privata e spesso nei suoi discorsi appariva questa ammirazione nei confronti del Santo.

Papa Giovanni Paolo II

Papa Giovanni Paolo II era particolarmente devoto a san Luigi Maria e al Trattato di vera devozione: è stato il pontefice che maggiormente ha promosso la spiritualità monfortana, che è molto presente nel suo magistero. Come suo motto scelse le parole: «Totus tuus» che derivano proprio dal Trattato, come spiega lo stesso pontefice:
Ricorda san Luigi Maria anche nell'enciclica Redemptoris Mater:
Giovanni Paolo II il 20 luglio 1996 inserì san Luigi Maria nel calendario dei santi e il 19 settembre dello stesso anno si recò in pellegrinaggio sulla sua tomba a Saint-Laurent-sur-Sèvre. Il 9 febbraio 2000 venne aperta una causa per la proclamazione di San Luigi Maria a dottore della Chiesa, su richiesta del vescovo di Luçon François Charles Garnier e dei superiori generali delle tre congregazioni monfortane. Le due congregazioni della Curia romana interessate, ovvera la Congregazione delle cause dei santi e la Congregazione per la dottrina della fede, aprirono la causa nominando come postulatore padre Battista Cortinovis, S.M.M.
La basilica di san Luigi Maria a Saint-Laurent-sur-Sèvre è visitata ogni anno da circa 25.000 pellegrini.

## Opere

### Trattato della vera devozione alla Santa Vergine
(Dal Trattato della vera devozione alla Santa Vergine, 233)

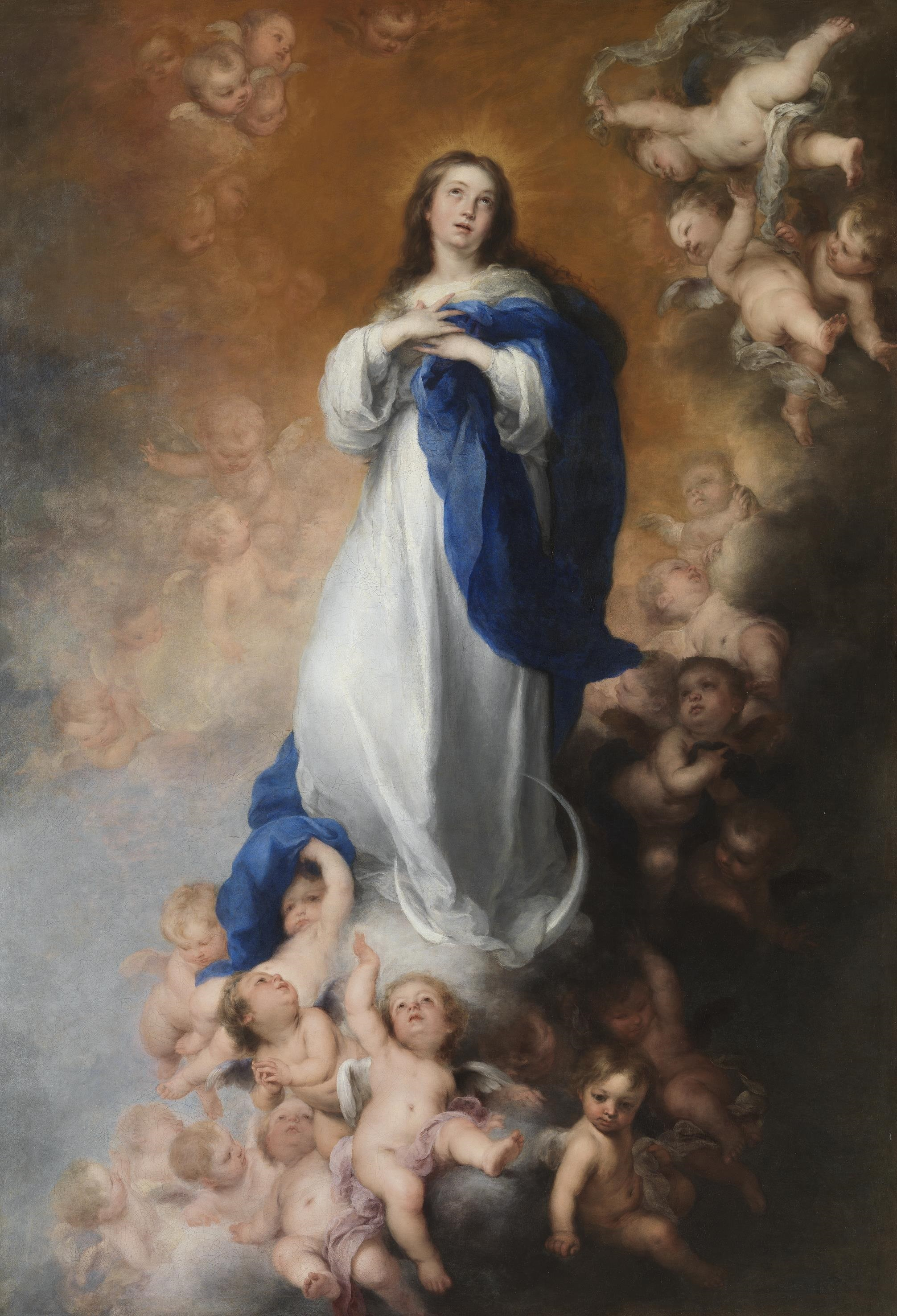
Bartolomé Esteban Murillo, Immacolata, 1678, Museo del Prado

Il Trattato della vera devozione alla Santa Vergine è l'opera principale di san Luigi Maria. Fu scritta negli ultimi anni di vita, probabilmente attorno al 1712, nella sua piccola abitazione di La Rochelle. Non si conosce con certezza la storia del "Trattato" e il perché rimase nascosto per quasi 130 anni. Si pensa però che Luigi Maria lo consegnò al vescovo di La Rochelle per custodirlo e il motivo lo scrive nello stesso "Trattato":
È probabile che si riferisse ai giansenisti con i quali si scontrò, proprio in quegli anni, sul tema della devozione mariana e che si mostrarono molto critici nei confronti del missionario bretone e delle sue attività. Si pensa che durante la Rivoluzione francese e la guerra civile scoppiata in quella regione il Trattato fu nascosto dai monfortani in una cassa sepolta nel campo attorno alla loro casa madre di Saint-Laurent-sur-Sèvre per evitare che andasse distrutto. Passato il periodo della Rivoluzione, la cassa venne dissotterrata; il Trattato fu rinvenuto casualmente nella libreria della casa madre da padre Gabriel Deshayes (poi fondatore dei Fratelli di San Gabriele) il 29 aprile 1842.
Il manoscritto si presentava con diverse pagine mancanti nella parte iniziale e qualche foglio mancante alla fine. Insieme con le pagine iniziali si era perso anche il titolo. Nel testo l'unico riferimento al titolo sembra essere nell'ottavo capitolo dove tratta delle pratiche della devozione a Maria: «Come ho già detto nella prima parte di questa preparazione al Regno di Gesù Cristo», il titolo "Trattato della vera devozione alla Santa Vergine" fu scelto dal superiore dei monfortani al momento della pubblicazione (1843).
Il "Trattato" è suddiviso in tre parti. Nella prima parte l'autore espone la sua dottrina mariana incentrata sulla necessità di una devozione a Maria, in quanto la reputa il mezzo più sicuro e necessario per consacrarsi a Dio:
Nella seconda parte, prima di parlare della devozione, fissa le "verità fondamentali della devozione a Maria" e cioè che la devozione mariana deve avere Gesù Cristo come fine ultimo; se invece è fine a sé stessa allora prende il nome di "falsa devozione". I "falsi devoti" si possono distinguere in sette tipi: critici, scrupolosi, esteriori, presuntuosi, incostanti, ipocriti, interessati. Si differenziano nel tipo di devozione che praticano: i devoti critici sono coloro che sono contrari a tutte le pratiche di pietà mariane; i devoti scrupolosi sono coloro che ritengono sbagliato venerare Maria più del Cristo; i devoti esteriori sono coloro che fanno consistere tutta la loro devozione a Maria in pratiche esteriori; i devoti presuntuosi sono coloro che ritengono che la devozione mariana possa nascondere i propri peccati; i devoti incostanti sono coloro che manifestano la loro devozione quando lo ritengono opportuno; i devoti ipocriti sono coloro che nascondono i propri peccati dietro la devozione apparendo in modo diverso da quello che sono realmente; infine i devoti interessati sono coloro che ricorrono alla Vergine perché esaudisca i loro desideri.
La seconda parte si conclude con la presentazione della "vera devozione" e con l'elenco delle pratiche interiori ed esteriori:
La "vera devozione" è interiore, perché deve partire dal cuore e dalla mente; è tenera, perché si deve riporre in Maria una fiducia come quella di un bambino; è santa, perché allontana dal peccato; è costante, perché allontanandosi dal peccato non si abbandonano le pratiche di pietà; ed infine è disinteressata, perché si pone come unico fine quello di arrivare a Cristo attraverso Maria.
Nella terza parte del "Trattato", Luigi Maria espone il punto centrale della sua dottrina mariana ovvero la consacrazione totale a Cristo per mezzo di Maria:
Seguono poi le pratiche interiori ed esteriori necessarie per potersi "consacrare". Propone sette pratiche esteriori: esercizi preparatori alla consacrazione; la recita quotidiana della "Coroncina della Santissima Vergine"; indossare una catenina di ferro benedetta per simboleggiare che si è "schiavi di Gesù in Maria"; celebrare la solennità dell'Annunciazione; la recita quotidiana dell'Ave Maria e del Rosario; la recita del Magnificat; il distacco dal mondo. Le pratiche interiori invece consistono nell'agire in quattro modi: per mezzo di Maria, con Maria, in Maria e per Maria, cioè agire secondo lo spirito di Maria, agire imitando Maria, agire uniti a Maria e agire al servizio di Maria.
Conclude il "Trattato" mettendo in appendice un metodo, costituito da pratiche interiori ed esteriori, per prepararsi all'eucaristia e per riceverla, e allegando il testo per la consacrazione da pronunciare e firmare.

### L'amore dell'Eterna Sapienza
L'amore dell'Eterna Sapienza è una delle opere più importanti di san Luigi Maria e costituisce la base sulla quale ha scritto tutte le altre opere e in particolare il Trattato di vera devozione. Luigi Maria scrisse L'amore dell'Eterna Sapienza nel 1703 mentre si trovava a Parigi, dopo aver lasciato l'ospedale della Salpetrière e prima di recarsi dagli eremiti di Mont-Valérien, trascorse qualche mese in una casetta vicino al noviziato dei gesuiti. Non avendo incarichi da svolgere, si dedicò alla preghiera, alla meditazione e alla lettura, sfruttando la biblioteca che i gesuiti gli avevano messo a disposizione, e quindi alla stesura della sua prima opera.
Luigi Maria all'inizio spiega che l'Eterna Sapienza è una «scienza necessaria» e che per questo va ricercata:
Distingue due tipi principali di sapienza, la vera e la falsa sapienza: la vera sapienza è «il gusto della verità senza menzogna o travestimento. Quella naturale è la conoscenza delle cose naturali viste in modo eminente nei loro principî; la soprannaturale è la conoscenza delle cose soprannaturali e divine nella loro origine»; la falsa sapienza invece: «È il gusto della menzogna velata dall'apparenza di verità. Quella falsa è la sapienza o prudenza del mondo, e lo Spirito Santo la distingue in terrena, carnale e diabolica.».

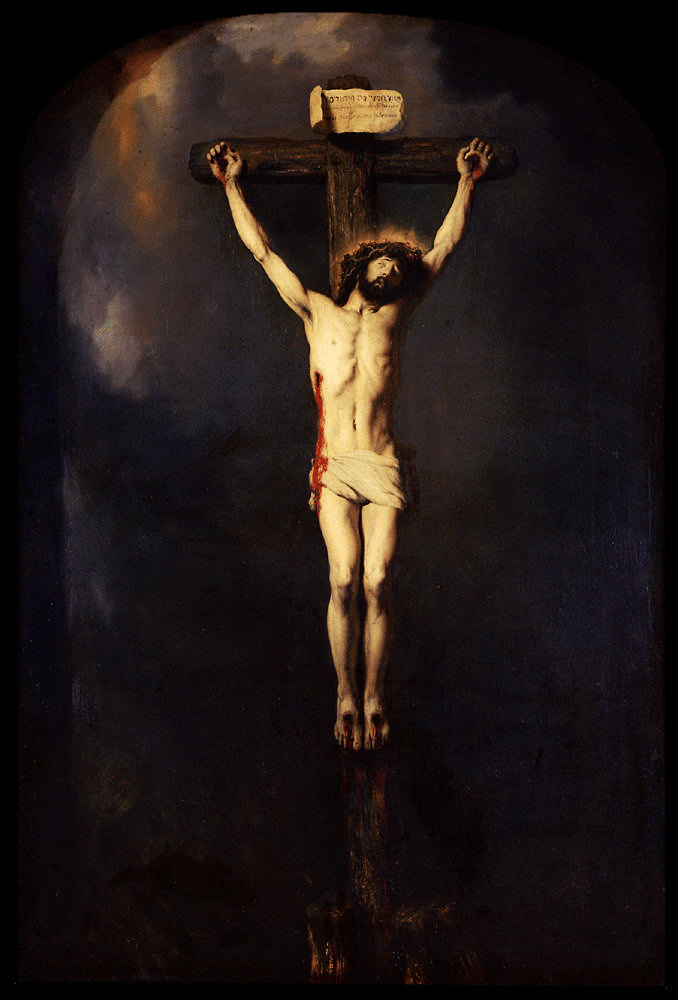
Cristo crocifisso di Jan Lievens, 1631, Musée des Beaux-Arts, Nancy

Spiega quindi l'origine della Sapienza riportando diverse citazioni dei testi della Bibbia e di sant'Agostino senza usare parole sue per: «[...] timore di diminuirne lo splendore e la sublimità» per poi presentare "le meraviglie della sapienza divina" che vede nella creazione del mondo e dell'uomo e la "bontà e la misericordia della sapienza divina" in seguito del peccato originale: «Davanti alla rovina del povero Adamo e dei suoi figli, la Sapienza eterna è vivamente commossa. [...] così l'amorosa e augusta sovrana offre sé stessa in sacrificio al Padre per [...] strappare l'uomo dalla schiavitù del demonio e dalle fiamme dell'inferno e meritargli un'eternità felice.».
Elenca poi doni che riceve chi possiede l'Eterna Sapienza: la capacità di giudizio; la capacità di farla conoscere agli altri; gioia, dolcezza e pace; le virtù teologali, cardinali e morali; e infine che ispira grandi imprese per la gloria di Dio e la salvezza delle anime.
Dedica la seconda parte del libro a trattare della "Sapienza Incarnata", riassume cioè la vita del Cristo partendo dall'Annunciazione a Maria e andando ad analizzare la nascita, la vita, le sue azioni e la sua predicazione, fino alle sue sofferenze sulla Croce: «La santa Chiesa ci fa dire ogni giorno con verità: "Il mondo non lo riconobbe" (Gv 1, 10). Sì, il mondo non conosce Gesù Cristo, l'incarnata Sapienza. E ragionando sanamente, è un'assurdità conoscere quel che nostro Signore ha patito per noi e non amarlo con ardore, come fa il mondo.». Soffermandosi sulla Croce fa una riflessione che costituisce una delle parti più importanti di tutta l'opera e della sua dottrina:
La croce, "oggetto di scandalo e umiliazione", è vista come il mezzo di cui la Sapienza si servì per "riscattare il mondo" e manifestare la gloria di Dio e per questo motivo la Sapienza: «[...] non accoglie nessun figlio se non l'ha come segno distintivo, né riceve alcun discepolo se non la porta sulla fronte senza arrossire, sul cuore senza disgusto e sulle spalle senza trascinarla o respingerla. [...]».
Infine nell'ultima parte dell'opera elenca "i quattro mezzi per acquistare la divina Sapienza": un desiderio ardente, cioè il desiderio di acquistare la Sapienza come premio per la perfetta osservanza dei comandamenti; una preghiera continua, che rappresenta la "fatica" necessaria per ottenere la Sapienza; una mortificazione universale, cioè il distaccarsi dal mondo vivendo in povertà e umiltà e di unire a questa mortificazione esterna anche quella del giudizio e delle volontà; e infine il quarto mezzo è la "vera devozione a Maria": «Ecco il più grande mezzo, il più meraviglioso dei segreti per avere e conservare la divina Sapienza: una tenera e vera devozione a Maria Vergine», in questa parte finale spiega brevemente cos'è la "vera devozione" e perché questa è necessaria per consacrarsi a Dio, ma proprio per l'importanza che ricopre della spiritualità monfortana dedicherà a questo argomento la sua opera principale.

### Il segreto di Maria
Il segreto di Maria fu scritto dopo il "Trattato di vera devozione" e presenta la stessa dottrina del "Trattato" in modo più semplice e breve.
Nell'introduzione che intitola "Il grande segreto per diventare santo", sembra che indirizzi questo libro a qualcuno, probabilmente ad un suo confratello: «Ecco un segreto, o anima predestinata, che l'Altissimo mi ha rivelato e che io non ho potuto trovare in alcun libro, né vecchio, né nuovo.», che, come tale, non può essere rivelato ("se non alle persone meritevoli") e che richiede una certa preparazione prima di leggerlo: «Prima però di appagare il tuo desiderio ardente e naturale di conoscere la verità, recita devotamente in ginocchio l'Ave Maris Stella e il Veni Creator, per chiedere a Dio la grazia d'intendere e gustare questo mistero divino.».
Il libro si divide in due parti. Nella prima parte, esattamente come nel "Trattato", spiega la necessità di santificarsi per mezzo di Maria e descrive il ruolo che Maria ha avuto presso Dio e gli uomini e nuovamente ribadisce la necessità della devozione mariana. Nella seconda parte presenta invece la "vera devozione", senza descrivere le "false devozioni", descrive tre tipi di devozione: compiere i doveri di cristiano, evitando il peccato e pregando Maria; nutrire per la Vergine, stima, amore, confidenza e venerazione; devozione totale a Maria, che è quella di cui si occupa in questo libro.
Ripropone quindi alcune tematiche principali della sua dottrina mariana come la "schiavitù in Gesù per Maria" riassumendo i tre tipi di schiavitù: «Schiavitù di natura: gli uomini buoni e cattivi, sono schiavi di Dio in questa maniera [...]; schiavitù per forza, e schiavi di Dio in questo modo sono i demoni e i dannati [...]; schiavitù d'amore e di volontà, ed è quella con cui noi dobbiamo consacrarci a Dio per mezzo di Maria, cioè nel modo più perfetto con il quale una creatura possa darsi al suo Creatore.»; e la "consacrazione a Gesù per mezzo di Maria" indicando l'importanza e gli effetti che questa porta a chi la pratica, e riassumendo schematicamente le pratiche interiori ed esteriori che deve praticare chi si consacra.
Infine presenta due sue preghiere a Gesù e a Maria che non sono presenti nel "Trattato" o in altri libri, così come la conclusione che intitola "L'Albero della Vita, ossia il modo di far vivere e regnare Maria in noi":
Spiega quindi in sette punti come "coltivare" questo "Albero della Vita" perché se ben coltivato il frutto che darà sarà Gesù: «A tempo opportuno darà il suo frutto di onore e di grazia, cioè l'amabile ed adorabile Gesù, che fu e sarà sempre l'unico frutto di Maria.».
Conclude Il segreto di Maria mettendo in appendice la preghiera di consacrazione con la quale conclude "L'amore dell'Eterna Sapienza".

### Il segreto ammirabile del Santo Rosario

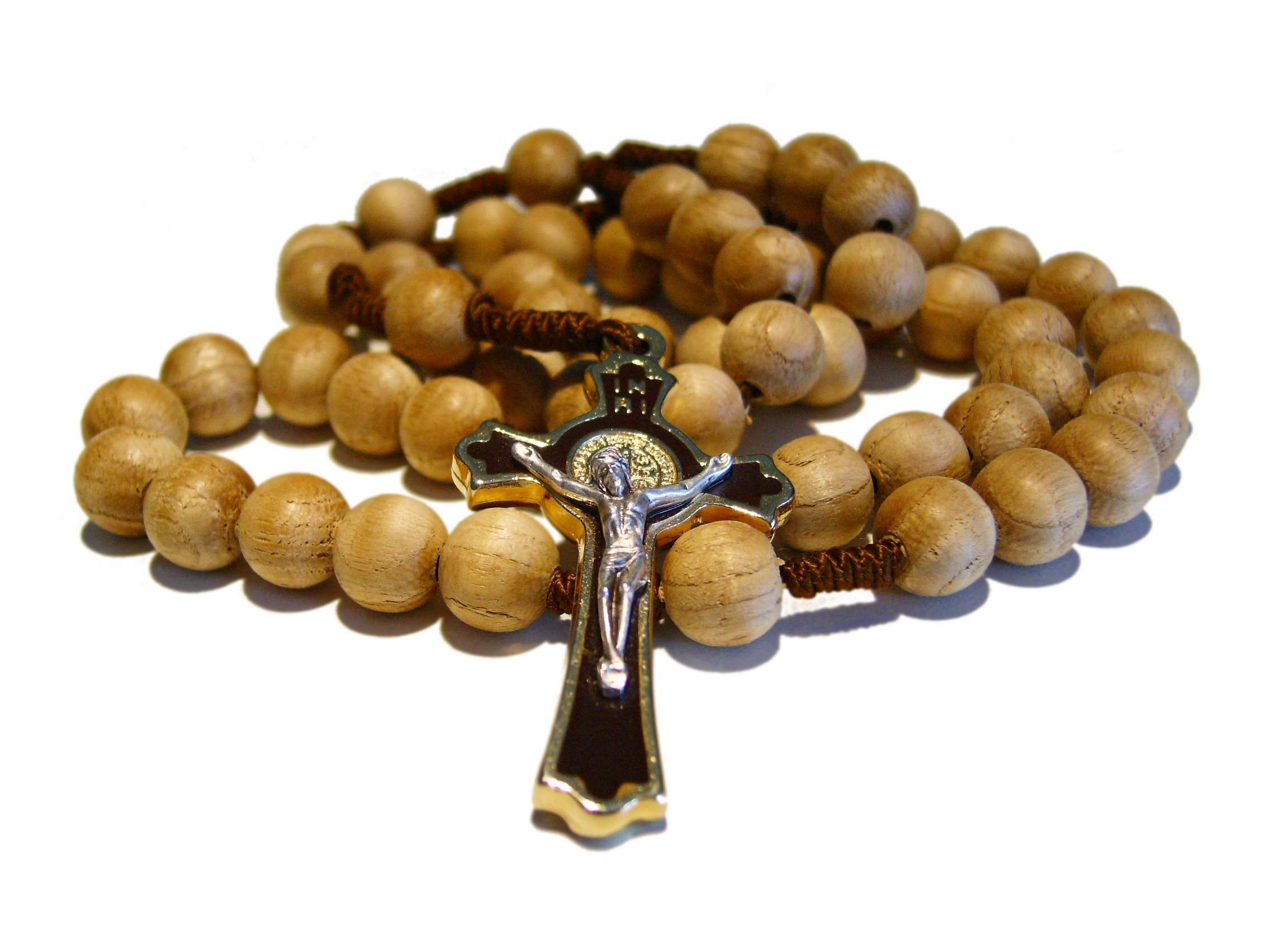
La corona del Rosario

Il segreto ammirabile del Santo Rosario, per convertirsi e per salvarsi, fu scritto da san Luigi Maria negli ultimi anni di vita, probabilmente dopo il 1710. Il libro è diviso in cinque parti, tante quante sono le decine della corona del Rosario e che costituiscono il titolo di ognuno dei cinque capitoli, e a sua volta ogni "decina" è suddivisa in dieci paragrafi, tanti quanti sono i grani, "rose", del Rosario.
Nella "prima decina" che intitola "L'eccellenza del Santo Rosario nell'origine e nel nome" parla delle origini del Rosario e del suo nome raccontando la storia di san Domenico tramite il libro "De Dignitate psalterii" di Alano della Rupe.
Nella "seconda decina" intitolata "L'eccellenza del Rosario nelle preghiere che lo compongono", analizza e commenta le preghiere del Rosario, soffermandosi particolarmente sul Padre nostro e l'Ave Maria, analizzando ogni rigo delle due preghiere, e soprattutto all'Ave Maria dedica una maggiore riflessione perché:
Nelle "terza decina" intitolata "L'eccellenza del Rosario nella meditazione della vita e della Passione di N.S. Gesù Cristo", analizza i misteri del Rosario: «Cosa sacra che difficilmente si può comprendere è un mistero. [...] Ben a ragione le opere di Gesù e della sua santa Madre sono dette "misteri" perché sono ricolme delle innumerevoli meraviglie, perfezioni, delle sublimi e profonde istruzioni che lo Spirito Santo rivela agli umili ed ai semplici che le apprezzano.».
Analizzare i 15 misteri del Rosario nella "prima rosa" e dedica le altre nove rose alla meditazione dei misteri spiegando l'importanza di quest'ultima che essendo un "mezzo di grande perfezione" non deve essere tale solo per i sacerdoti e i religiosi ma anche per i laici.
Nella "quarta decina", intitolata "L'eccellenza del Rosario nelle meraviglie da Dio operate in suo favore", presenta gli effetti prodotti dalla recita del Rosario narrando alcuni eventi, accaduti a importanti personaggi storici, dovuti alla recita quotidiana del Rosario.
Infine nell'ultima "decina", che intitola "Modo di recitare il Rosario", ammonisce ad una recita attenta, senza distrazioni, in ginocchio a mani giunte e con la corona fra le dita; è meglio recitarlo a due cori "con fede, con umiltà, fiducia e perseveranza".
Il libro si conclude senza riportare la "cinquantesima rosa" che è costituita dal testo che ha allegato a questo libro e cioè i "Metodi santi per recitare il Santo Rosario". In totale fornirà cinque metodi, ma solo due sono allegati al "Segreto del Rosario". Il terzo metodo è derivato da un libro di preghiere del 1761 e che diede in uso alle Figlie della Sapienza, mentre il quarto e il quinto li allegherà ad un altro suo testo, il "Libro delle Prediche". In appendice ai "Metodi santi per recitare il Santo Rosario, scrive "Le principali regole del Santo Rosario" dove riassume in modo schematico il "Segreto del Rosario".

### Lettera circolare agli Amici della Croce
La Lettera circolare agli Amici della Croce è una lunga lettera che scrisse nel 1711 prima di trasferirsi in Vandea e indirizzata agli "Amici della Croce", un'associazione di Nantes con la quale collaborò negli ultimi mesi trascorsi in città.
Nella lettera prendendo spunto dal nome dell'associazione fa una riflessione sulla Croce incentrata sul versetto del Vangelo secondo Matteo: «Se qualcuno vuole venire dietro a me, rinneghi sé stesso, prenda la sua croce e mi segua», che analizza così:
In questa lettera, riprende in parte quanto ha scritto nella sua prima opera L'amore dell'Eterna Sapienza, sostiene infatti che «i nostri peccati devono essere puniti, o in questo mondo, o nell'altro. Se lo sono in questo, non lo saranno nell'altro.» e come prova usa le vicende di alcuni santi che in vita «hanno sofferto i più grandi tormenti» e tramite queste sofferenze si sono guadagnati la santità.
Dopo aver indicato la strada che l'associazione deve continuare a seguire: «Certo, Dio vuole fare di voi - Amici della Croce - altrettanti santi e sante, se rimanete fedeli alla vostra vocazione, se portate la vostra croce come si deve, cioè come l'ha portata Gesù Cristo».
Elenca, nella seconda metà della lettera, alcune regole da seguire "per portare la croce come l'ha portata Cristo":
- non bisogna procurarsi croci di proposito o per nostra colpa;
- bisogna tenere sempre presente il bene del prossimo: «se state compiendo una cosa di per sé indifferente, ma di cui il prossimo si scandalizza anche senza giusto motivo, lasciatela stare per un motivo di carità»;[54]
- non bisogna pretendere di essere come i santi: «nonostante questi abbiano chiesto, cercato e persino provocato a sé stessi con azioni ridicole, croci, disprezzi e umiliazioni. Contentiamoci di adorare e ammirare l'opera straordinaria dello Spirito Santo nelle loro anime. E umiliamoci nei confronti di una virtù tanto sublime, senza pretendere di volare noi pure così in alto. [...];[55]
- si può però chiedere a Dio la sapienza della croce;
- se si commette un errore che ci procura delle croci, ci si deve "umiliare interiormente senza turbarsi volontariamente";
- bisogna tenere presente che Dio procura sofferenze per purificarci ma senza pensare che «certe croci siano prove di fedeltà [...] perché le croci che Dio manda siano piuttosto amorevoli castighi per i nostri peccati e non, come è di fatto, segni di benevolenza»;[56]
- bisogna trarre profitto dalle piccole sofferenze più che dalle grandi: «Dio non considera tanto la sofferenza in sé stessa, quanto il modo con il quale viene accettata. Soffrire molto ma soffrire male è soffrire da dannati; soffrire molto e con coraggio, ma per una cattiva causa, è soffrire da martire del demonio; soffrire molto o poco ma soffrire per Dio, è soffrire da santi.»;[57]
- bisogna amare la croce con l'amore della "parte superiore dell'anima" cioè con "l'amore di ragione", che «è un amore tutto spirituale che nasce dalla felicità consapevole di soffrire per Dio e che quindi l'anima può cogliere, e di fatto percepisce, ricevendone interiormente gioia e forza»[58] e se non è necessario con "l'amore di fede" «che fa sì, pur senza sperimentare una gioia sensibile o avvertire un piacere razionale nell'anima, si ami e si gusti la propria croce con uno sguardo di fede pura»;[59]
- bisogna soffrire qualsiasi croce senza fare eccezioni;
- "per soffrire bene" bisogna tenere a mente quattro cose: lo sguardo di Dio che «guarda l'uomo che si batte per Dio contro la fortuna, il mondo, l'inferno e contro sé stesso; l'uomo che porta gioiosamente la propria croce»;[60] la mano di Dio che «permette tutto il male della natura che ci affligge, dal più grande al più piccolo»;[61] guardare le piaghe e i dolori di Gesù Cristo; e infine: «guardate in altro la bella corona che vi attende in cielo, se portate bene la vostra croce»;[62]
- non bisogna lamentarsi mai delle croci che ci infliggono gli altri;
- bisogna ricevere la croce con riconoscenza;
- si possono scegliere alcune croci volontariamente.

### Lettera circolare agli abitanti di Montbernage
La Lettera circolare agli abitanti di Montbernage è una lettera che san Luigi Maria scrisse nel 1706 dopo che venne cacciato dall'ospedale di Poitiers e si era messo a predicare le missioni in città insieme a Mathurin e con la quale saluta gli abitanti delle parrocchie di Montbernage, Saint-Saturnin, Saint-Simplicien e La Résurrection prima di partire per Roma per incontrare papa Clemente IX.
Nonostante la lettera sia stata scritta nei primi anni del suo ministero, presenta già gran parte della sua dottrina. Raccomanda ai suoi parrocchiani di «far risplendere ovunque e davanti a tutti la vera devozione alla Santa Vergine», «di mettere in pratica le promesse del battesimo», «di non mancare al dovere di dire tutti i giorni il Rosario in pubblico e in privato» e «di frequentare i sacramenti almeno ogni mese».
Inoltre propone per la prima volta la "schiavitù di Gesù in Maria": «Pregate per me, perché la mia cattiveria e la mia indegnità non pongano ostacoli a ciò che Dio e la sua santa Madre vogliono realizzare per mezzo del mio ministero» e infatti poi si firma «Luigi Maria di Montfort, sacerdote e schiavo indegno di Gesù in Maria».

### Altri scritti
Luigi Maria scrisse anche altri testi che meritano di essere ricordati. Tra questi, abbiamo le Regole delle associazioni e degli istituti che fondò:
- La Croce della Sapienza di Poitiers, una croce che creò nell'ospedale generale di Poitiers tra il 1701 e il 1703 per la piccola comunità di preghiera "La Sapienza", dalla quale sono nate poi le Figlie della Sapienza, sulla quale scrisse il loro programma di vita spirituale.
- Le Massime e Lezioni della divina Sapienza, un piccolo libro di massime e lezioni destinate alle Figlie della Sapienza che specificano più nel dettaglio il programma che dovevano seguire. Il contenuto di questo libro è lo stesso del capitolo XXII dell'"Amore dell'Eterna Sapienza".[63]
- Le Regole dei sacerdoti missionari della Compagnia di Maria, che scrisse attorno al 1710 per i suoi pochi confratelli della Compagnia di Maria e che insieme alla "Preghiera infuocata" e alla "Lettera agli associati della Compagnia di Maria" fanno parte della regola della Compagnia di Maria attualmente in uso e approvata dalla Santa Sede.
- La Preghiera infuocata, una preghiera che compose negli ultimi anni della sua vita, probabilmente negli stessi anni in cui scrisse la regola per la Compagnia di Maria, nella quale chiede a Dio, con tre preghiere distinte una al Padre, una al Figlio e una allo Spirito Santo, di poter formare la sua compagnia specificando le caratteristiche che questi sacerdoti devono avere.
- La Lettera agli associati della Compagnia di Maria, una breve lettera che indirizza ai membri della Compagnia di Maria quando ancora nessun sacerdote ne faceva parte. Si pensa infatti che Luigi Maria immaginasse che il numero di membri sarebbe stato basso, per questo motivo scrisse questa lettera incentrata su un versetto del Vangelo secondo Luca: «Non temere, piccolo gregge, perché al Padre tuo è piaciuto di darti il suo regno»,[64] dove esorta i suoi futuri confratelli a non scoraggiarsi se i membri della Compagnia saranno pochi.
- La Regola primitiva della Sapienza, che è la regola che scrisse nel 1715 insieme a Marie-Louise Trichet per le Figlie della Sapienza.

Inoltre, ci sono i regolamenti delle diverse associazioni che ha creato, come la "Società delle 44 Vergini" o i "Penitenti Bianchi". I regolamenti hanno lo scopo di tenere i loro membri lontani dall'immoralità. Le aderenti della "Società delle Vergini" (che non poteva superare le 44 iscritte) dovevano fare un voto di castità temporaneo per tutta la durata della loro iscrizione. I "Penitenti Bianchi" invece prevedevano che gli uomini facessero vita di preghiera e penitenza lontani dai piaceri e i vizi per poter compiere il pellegrinaggio al santuario della Santa Vergine a Saumur che Luigi Maria organizzò nel 1716.
Infine si ricordano le "Lettere", di cui solo 34 sono giunte fino a noi. Sono state utilizzate principalmente per ricostruire la sua biografia.
Dei "Cantici" che, secondo il metodo di Julien Maunoir, scriveva perché fossero cantati durante le missioni, ne sono rimasti 164 e seppur non abbiano un valore letterario forniscono dei richiami alla sua dottrina spirituale.
Dettò il "Testamento" il 27 aprile a padre Mulot che aveva designato a succedergli come superiore generale della Compagnia di Maria. Il testamento è stato utile per conoscere i nomi dei suoi pochi confratelli.
Il "Libro delle Prediche" è un quaderno manoscritto che Luigi Maria ha iniziato a scrivere probabilmente da quando era seminarista e che utilizzava per scrivere i suoi appunti per le missioni.